# Castelfidardo
Castelfidardo je italská obec u pobřeží Jaderského moře v oblasti Marche, provincii Ancona. V tomto městě je údajně největší koncentrace výrobců akordeonů na světě – viz muzeum akordeonů (Museo internazionale della Fisarmonica).

## Vývoj počtu obyvatel
Počet obyvatel

## Sousední obce
| Růžice kompasu | Osimo         | Camerano      | Numana, Sirolo | Růžice kompasu |
| Růžice kompasu | Sever         |               |                | Růžice kompasu |
| Růžice kompasu | Castelfidardo |               |                | Růžice kompasu |
| Růžice kompasu | Jih           |               |                | Růžice kompasu |
| Růžice kompasu |               | Recanati (MC) | Loreto         | Růžice kompasu |